# Owen Tippett
Pour les articles homonymes, voir Tippett.
Owen Tippett (né le 16 février 1999 à Peterborough, en Ontario au Canada) est un joueur canadien de hockey sur glace qui évolue au poste d'ailier droit.

## Biographie

### En club
Owen Tippett est sélectionné au 4e rang au total par les Steelheads de Mississauga lors du repêchage de la LHO 2015. À sa première saison dans la LHO, il obtient 20 points en 48 matchs et est nommé dans la 1re équipe d'étoile pour les recrues. La saison suivante, il connaît une éclosion offensive et récolte 75 points en 60 parties avec les Steelheads. 
À la fin de la saison 2016-2017, il est éligible au repêchage d'entrée dans la LNH 2017. Le 23 juin, il est repêché au 1er tour, 10e au total, par les Panthers de la Floride. Il doit patienter avant de disputer sa première rencontre dans la LNH. Le 17 octobre 2017, il dispute finalement son premier match au cours duquel il réalise un total de 7 tirs dans une défaite de 5-1 face aux Flyers de Philadelphie. Tippett prend part à 7 autres rencontres avec la Floride avant d'être cédé aux Steelheads, le 7 novembre 2017.

### Vie privée
Tippett est le cousin Mitchell Stephens, également joueur de hockey sur glace[réf. nécessaire].

## Statistiques

### En club
| Saison     | Équipe                      | Ligue      |     | Saison régulière | Saison régulière | Saison régulière | Saison régulière | Saison régulière |    | Séries éliminatoires | Séries éliminatoires | Séries éliminatoires | Séries éliminatoires | Séries éliminatoires |
| Saison     | Équipe                      | Ligue      | PJ  | B                | A                | Pts              | Pun              | PJ               | B  | A                    | Pts                  | Pun                  |                      |                      |
| 2014-2015  | Canadiens Jr. de Toronto    | OJHL       | 6   | 2                | 1                | 3                | 2                | -                | -  | -                    | -                    | -                    |                      |                      |
| 2015-2016  | Steelheads de Mississauga   | LHO        | 48  | 15               | 5                | 20               | 10               | 7                | 1  | 2                    | 3                    | 4                    |                      |                      |
| 2016-2017  | Steelheads de Mississauga   | LHO        | 60  | 44               | 31               | 75               | 36               | 20               | 10 | 9                    | 19                   | 14                   |                      |                      |
| 2017-2018  | Panthers de la Floride      | LNH        | 7   | 1                | 0                | 1                | 0                | -                | -  | -                    | -                    | -                    |                      |                      |
| 2017-2018  | Steelheads de Mississauga   | LHO        | 51  | 36               | 39               | 75               | 30               | 6                | 3  | 2                    | 5                    | 4                    |                      |                      |
| 2017-2018  | Thunderbirds de Springfield | LAH        | 5   | 1                | 1                | 2                | 2                | -                | -  | -                    | -                    | -                    |                      |                      |
| 2018-2019  | Steelheads de Mississauga   | LHO        | 23  | 19               | 14               | 33               | 10               | -                | -  | -                    | -                    | -                    |                      |                      |
| 2018-2019  | Spirit de Saginaw           | LHO        | 31  | 14               | 27               | 41               | 8                | 17               | 11 | 11                   | 22                   | 0                    |                      |                      |
| 2019-2020  | Thunderbirds de Springfield | LAH        | 46  | 19               | 21               | 40               | 18               | -                | -  | -                    | -                    | -                    |                      |                      |
| 2020-2021  | Panthers de la Floride      | LNH        | 45  | 7                | 11               | 18               | 6                | 6                | 1  | 3                    | 4                    | 0                    |                      |                      |
| 2021-2022  | Panthers de la Floride      | LNH        | 42  | 6                | 8                | 14               | 10               | -                | -  | -                    | -                    | -                    |                      |                      |
| 2021-2022  | Checkers de Charlotte       | LAH        | 12  | 6                | 12               | 18               | 2                | -                | -  | -                    | -                    | -                    |                      |                      |
| 2021-2022  | Flyers de Philadelphie      | LNH        | 21  | 4                | 3                | 7                | 2                | -                | -  | -                    | -                    | -                    |                      |                      |
| 2022-2023  | Flyers de Philadelphie      | LNH        | 77  | 27               | 22               | 49               | 16               | -                | -  | -                    | -                    | -                    |                      |                      |
| 2023-2024  | Flyers de Philadelphie      | LNH        | 78  | 28               | 25               | 53               | 12               | -                | -  | -                    | -                    | -                    |                      |                      |
| Totaux LNH | Totaux LNH                  | Totaux LNH | 270 | 73               | 69               | 142              | 46               | 6                | 1  | 3                    | 4                    | 0                    |                      |                      |

### En équipe nationale
| Année | Compétition                                |   | PJ | B | A | Pts | Pun           |  | Résultat |
| 2015  | Défi mondial des moins de 17 ans de hockey | 6 | 5  | 3 | 8 | 0   | Médaille d'or |  |          |
| 2016  | Championnat du monde moins de 18 ans       | 7 | 1  | 2 | 3 | 12  | 4e place      |  |          |
| 2016  | Mémorial Ivan Hlinka                       | 4 | 1  | 1 | 2 | 0   | 5e place      |  |          |